# Plaxopsis macropterus
Plaxopsis macropterus är en stekelart som beskrevs av Szepligeti 1914. Plaxopsis macropterus ingår i släktet Plaxopsis och familjen bracksteklar. Inga underarter finns listade i Catalogue of Life.